# Suitengūmae (metropolitana di Tokyo)
La stazione di Suitengūmae (水天宮前駅?, Suitengūmae-eki) è una stazione della metropolitana di Tokyo che si trova a Chūō. La stazione è servita dalla Linea Hanzōmon della Tokyo Metro. A 500 metri di distanza si trova la stazione di Ningyōchō dove è possibile interscambiare con le linee Hibiya e Asakusa.